# Geraci Siculo
Geraci Siculo (Jiraci in siciliano) è un comune italiano di 1 670 abitanti della città metropolitana di Palermo in Sicilia.
Vi si combatté, nel 1338, una cruenta battaglia fra Pietro II di Sicilia e Francesco I Ventimiglia.
Fa parte del Parco delle Madonie, inoltre, è incluso nel club de I borghi più belli d'Italia ed è in possesso del marchio di qualità "Comune fiorito".
Geraci Siculo è un paese dalle antiche origini con un impianto urbanistico risalente al medioevo.
È un paese dedito all'agricoltura e alla pastorizia, la principale attività economica è lo stabilimento per la raccolta e l'imbottigliamento dell'acqua minerale proveniente dalla fonti delle montagne geracesi.
Molto particolari sono anche le tradizioni del borgo, fra cui almeno vanno ricordate la festa del ringraziamento (dedicata ai Santi Bartolo e Giacomo) e la festa del Crocifisso. Tra le manifestazioni il torneo cavalleresco in costume d'epoca denominato "Giostra dei Ventimiglia ".

## Storia
Il territorio di Geraci Siculo fu abitato sin dall'epoca preistorica, come testimoniano i reperti rinvenuti nelle campagne limitrofe.
Oggi questi oggetti sono esposti nel Museo Minà Palumbo di Castelbuono e nel Museo Archeologico di Palermo.

### Età antica
La colonizzazione greca dell'isola avvenne dall'VIII secolo a.C. ma interessò il territorio geracese solo poco dopo il 550 a.C., furono loro che assegnarono all'insediamento il nome Jerax, Ιέραξ in greco, ossia avvoltoio, poiché la Rocca era abitata da questi predatori. Nel 241 a.C. Geraci era un importante insediamento romano. Le Madonie entrarono infatti a far parte della sfera culturale del mondo greco-romano e poi bizantina.

### Età medievale
La zona di Geraci continuò a essere popolata anche durante l'età alto medievale, come testimonia il ritrovamento di alcuni frammenti risalenti al periodo della colonizzazione agricola della campagna madonita. Notizie certe riguardanti specificatamente Geraci si hanno dall'840 d.C., data della conquista saracena. Durante la dominazione il Castello, che vi si trovava già da prima, fu ampliato e fortificato.
Dopo la divisione della Sicilia, da parte dei Musulmani, in tre province (Val Demone, Val di Noto e Val di Mazzara), le Madonie, quindi anche Geraci, fecero parte della prima e, a differenze delle altre valli, riuscirono a mantenere la propria fede, convivendo pacificamente con l'elemento islamico. Dopo la dominazione saracena Geraci divenne la località interna più importante, data la sua posizione strategica.

#### La Contea di Geraci

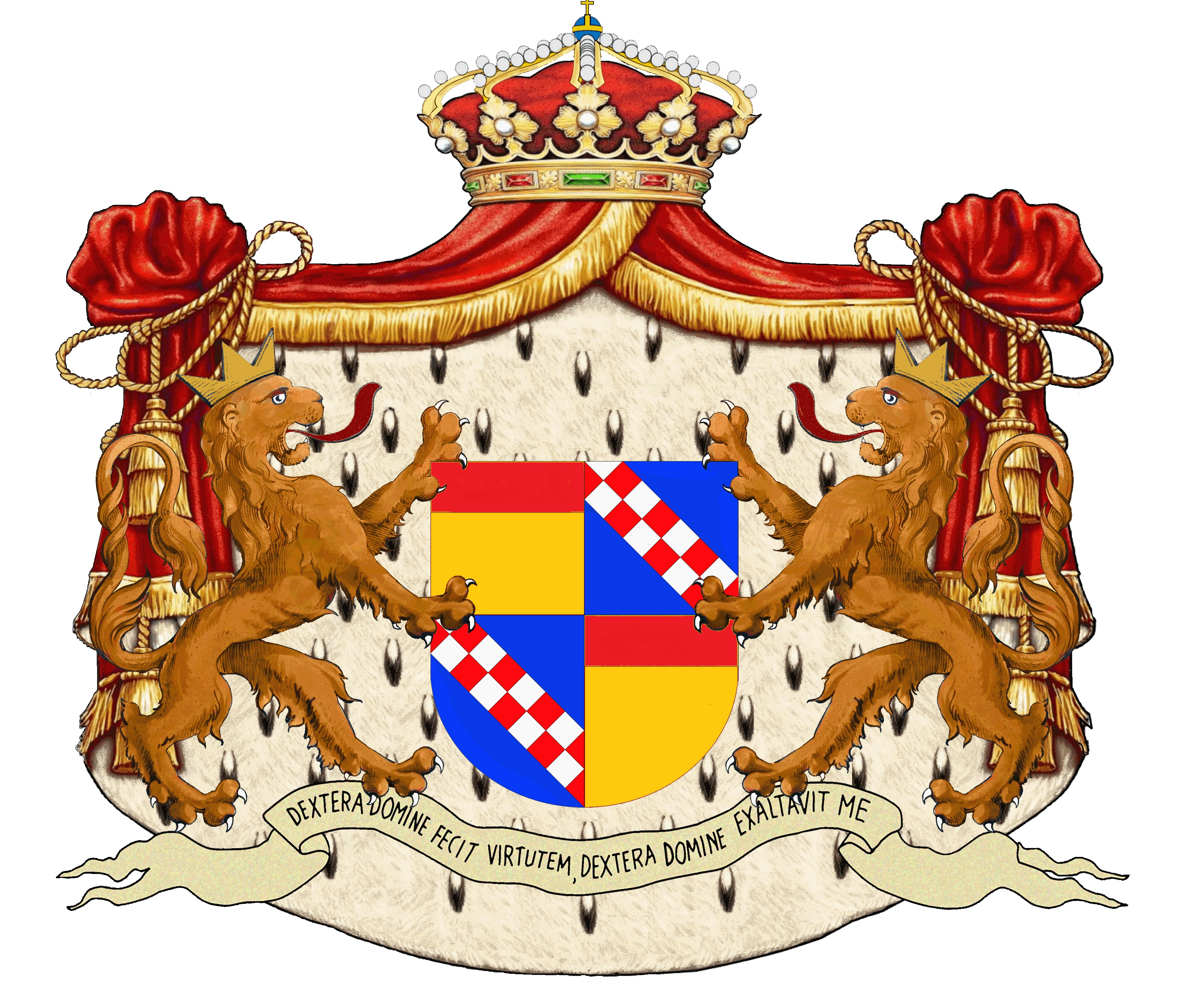
Stemma di Casa Ventimiglia, conti di Geraci

Con la conquista Normanna (1062-1064), fu fondato il borgo, in seguito alla battaglia di Cerami, e fu concesso in feudo da Ruggero I al nipote Riccardo Serlo II d'Altavilla. I normanni costruirono il castello attorno al quale sviluppo l’abitato.
In epoca sveva, la contea entrò nell'orbita della famiglia Ventimiglia : nel 1258, Enrico II Ventimiglia, sposando la contessa Isabella, di origine normanna e membro della Casa reale di Federico II, fu creato Conte di Geraci. I Ventimiglia governarono facendone la capitale della contea, se pur con alterne vicende, fino all'abolizione della feudalità. Durante il regno di Corrado II, la contea allargò i propri confini, includendo Collesano, Petralia Superiore e Inferiore, poi Gratteri e Isnello; il conte Enrico, inoltre, ottenne importanti beni e palazzi nella città vescovile di Cefalù.
Nel 1270, gli Angioini, divisero e concessero agli invasori provenzali i territori della contea. Durante la guerra del Vespro, però, Enrico II e suo figlio Aldoino, guidarono il partito svevo-aragonese nella ribellione contro Carlo I d'Angiò, riacquisendo il controllo della contea. Gradualmente, la contea di Geraci divenne un vero e proprio "stato nello stato", giungendo ad amministrare la giustizia e a coniare proprie monete.
Nel 1419, la capitale dello "stato delle Madonie" fu trasferita da Geraci a Castelbuono, per volere del conte Giovanni I Ventimiglia. Costui, valoroso comandante militare, fu anche Governatore generale e Reggente del Regno di Napoli e, tra il 1430 e il 1432, Viceré di Sicilia; nel 1444, divenne anche Viceré del Ducato di Atene. Nel 1430, inoltre, Alfonso V d'Aragona concesse alla contea il diritto ereditario di piena giurisdizione penale. Nel febbraio-marzo 1436, la Contea di Geraci diventa Marchesato, ponendo il signore di Geraci al primo posto - per rango - del Parlamento siciliano.

### Dall'età moderna a oggi
Negli anni 1595 e 1606 il Marchese di Geraci e Principe di Castelbuono è nominato Presidente del Regno.
Da quel momento Castelbuono assume le funzioni centrali, sia dal punto di vista amministrativo che militare.
Negli anni 1736-37 Il Principe Giovanni VI viene nominato da re Carlo "Presidente del Gran Consiglio di Sicilia" difendendo l'Isola dai profittatori. Nel 1813 fu arrestato a Palermo il Principe Giuseppe Ventimiglia di Belmonte per aver difeso la costituzione e la libertà del Regno di Sicilia. Scarcerato dagli inglesi subì in carcere un tentativo di avvelenamento, Ministro degli Esteri per il Regno di Sicilia fu mandato al congresso di Vienna 1814 a difendere l'autonomia dell'Isola, ma pare venne assassinato a Parigi mentre preparava le carte 15 giorni prima dell'apertura del congresso nel quale la Sicilia senza alcuna difesa ricadde nelle mani Borboniche. Negli anni successivi Geraci vive una vita politica e amministrativa uguale a quella di tanti altri Paesi dell'entroterra siciliano. I Ventimiglia però, l'ultimo ramo rimasto, quello dei Ventimiglia di Monteforte continuano fino ai nostri giorni ad interessarsi delle sorti della Contea.

## Geografia antropica

### Urbanistica

#### Edifici e monumenti

##### Il Castello
Castello di Geraci

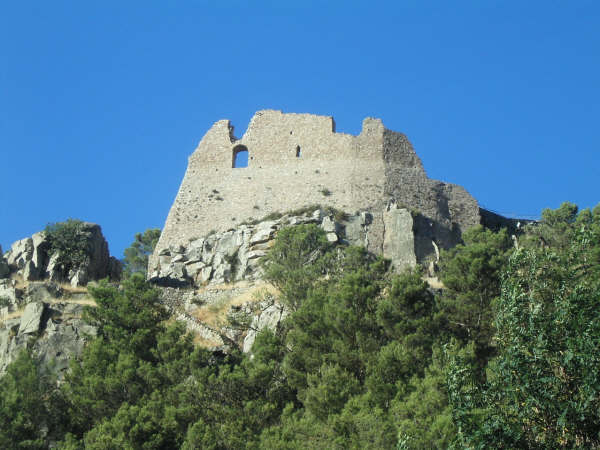

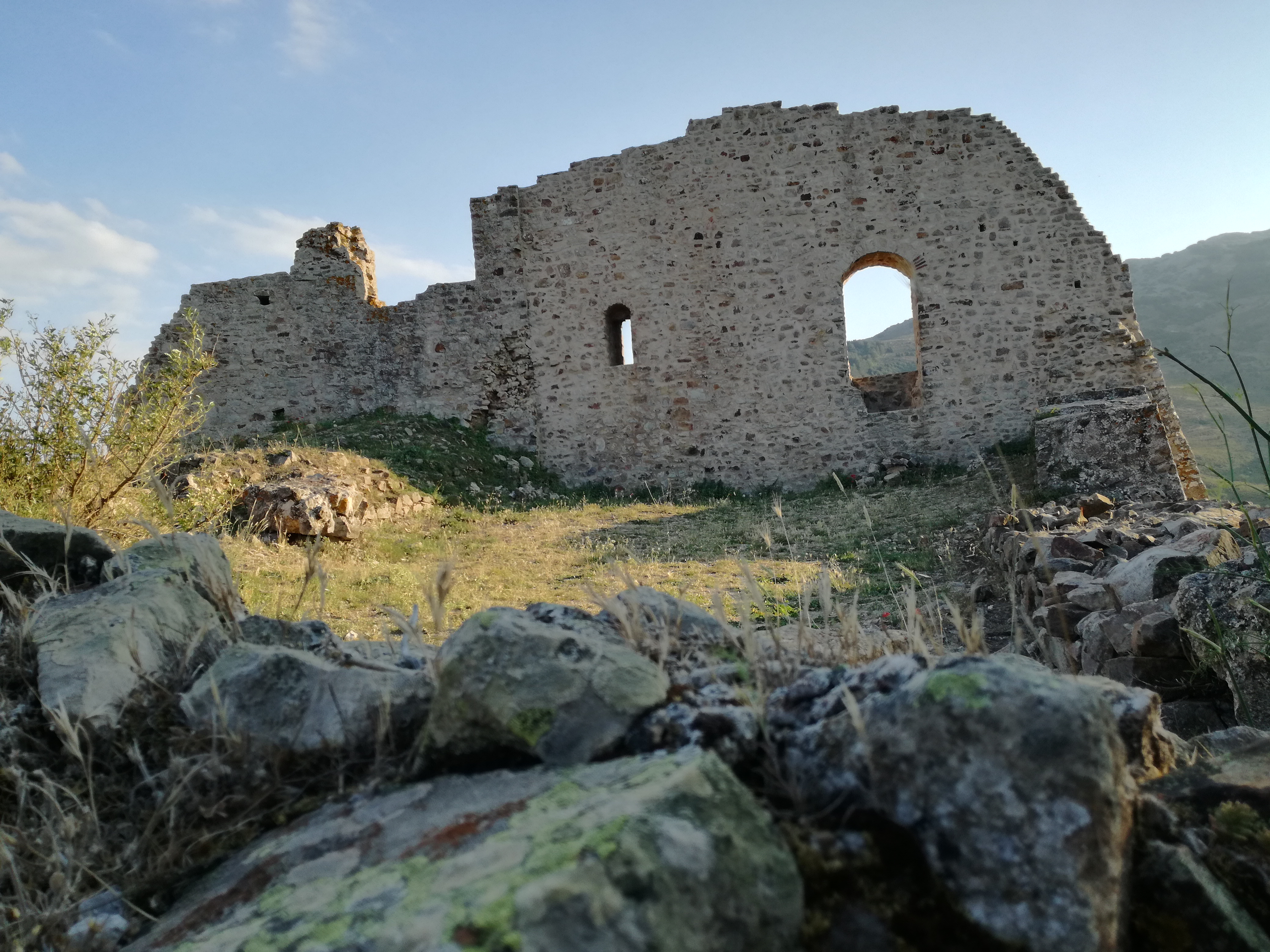

Sopra una massiccia roccia arenaria si trovano gli antichi resti del Maniero dei Ventimiglia (famiglia).
La costruzione fu la prima difesa occidentale della vasta Contea in quanto la sua posizione la rendeva inaccessibile. Oltre per la sua posizione l'inaccessibilità era dovuta anche alla struttura: all'interno gli ambienti avevano una distribuzione e collocazione militaresca, priva di lussi, ed era preparata ad resistere anche a lunghi assalti. Nel sottosuolo vi erano le cisterne per l'acqua, gli spazi per le provviste e le prigioni; al pian terreno c'erano le scuderie, le cucine, le sale d'armi e le feritoie per i tiratori mentre il piano superiore era adibito a residenza della famiglia del conte.
Il castello fu costruito dai normanni e al tempo degli Aragonesi e dei Ventimiglia, risale la chiusura del perimetro urbano con le grandi porte di cui ancora oggi si possono intravedere i segni. Del castello oggi sopravvivono i ruderi: gli angoli mozzati delle torri, le feritoie, le cisterne vuote e la chiesetta di Sant'Anna, integra in mezzo alle rovine.

##### Biblioteca Comunale
La biblioteca è sorta intorno al 1866 e all'interno conserva, oltre a un considerevole patrimonio librario sia antico sia moderno, l'archivio storico e una tela raffigurante la Trasfigurazione sul monte Tabor che reca la firma dell'artista De Galbo e che è datata 1794. Grazie a una donazione, possiede un prezioso volume a stampa del famoso trattato di Federico II sulla Falconeria, l'unico esistente in Sicilia, risalente al 1595: Reliqua Friderici Imperatori De Arte Venandi Cum Avibus.

##### Archivio Storico
Ha un notevole patrimonio documentario che consente di ricostruire la vita amministrativa ed economica del Comune dal 1500.

##### "Bevaio" della Santissima Trinità

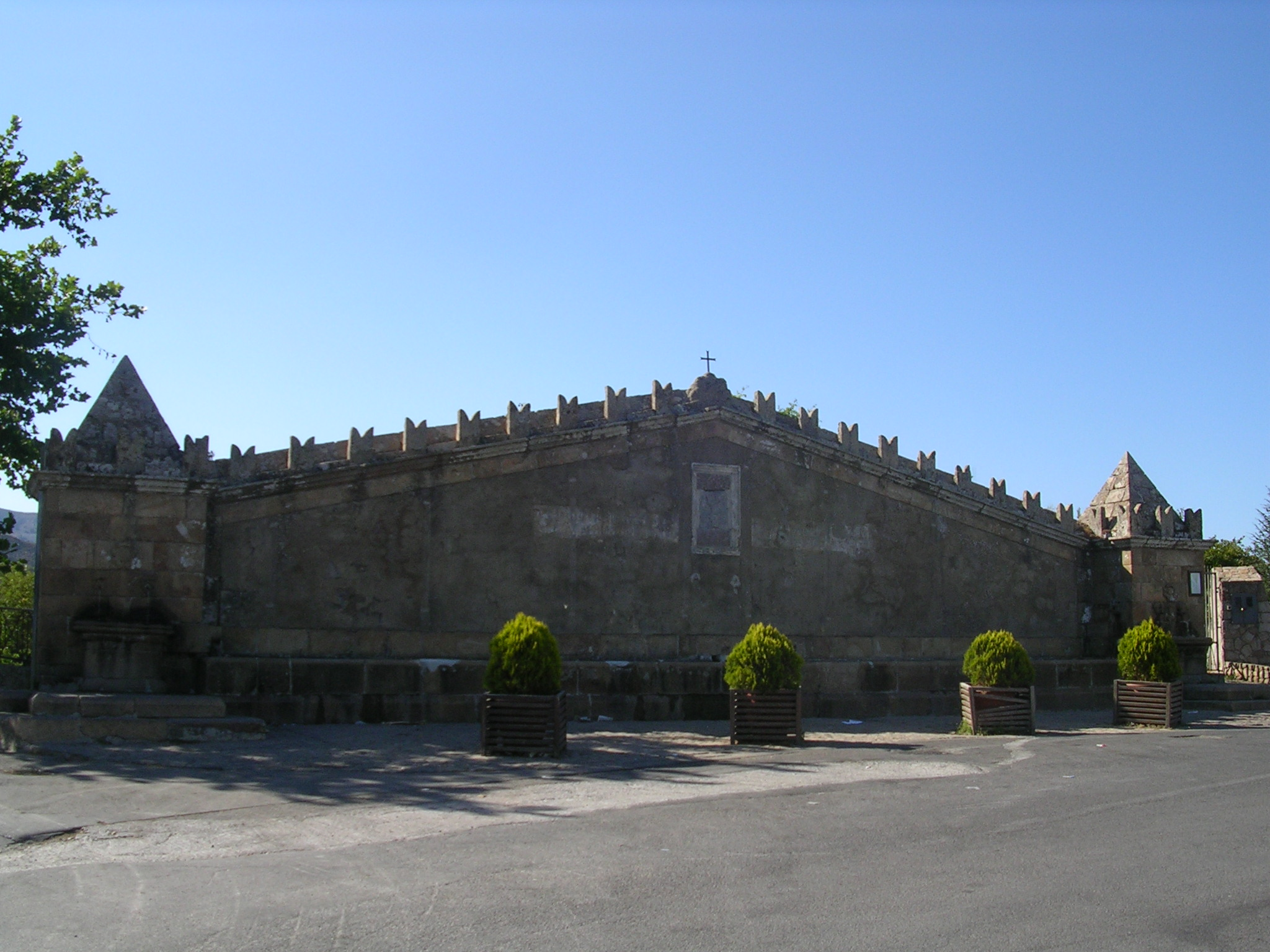
"Bevaio" della Santissima Trinità.

L'abbeveratoio della Santissima Trinità, fatto costruire dal Marchese Simone Ventimiglia, poggia su un rettangolo di venti metri di lunghezza, ha due fontane laterali in pietra con quattro bocche che riversano l'acqua in coppe di arenaria e una vasca centrale dove l'acqua proveniente dalle fontane è riunita. Una cornice merlata si eleva sul timpano e le fontane sono sovrastate da due piramidi, ognuna delle quali porta uno stemma, raffigurante le tre contee normanne, con tre strisce orizzontali e tre stelle e al di sotto due mascheroni. La costruzione di sinistra è fiancheggiata di motivi floreali, quella di destra da un vaso di fiori. Dentro una cornice rettangolare vi è lo stemma del casato dei Ventimiglia raffigurante un leone rampante che sostiene una spada con le zampe anteriori, mentre quelle posteriori sono coperte da un elmo. La costruzione fu abbassata nel periodo fascista per renderla funzionale come abbeveratoio per gli animali.

##### Il Salto del Ventimiglia

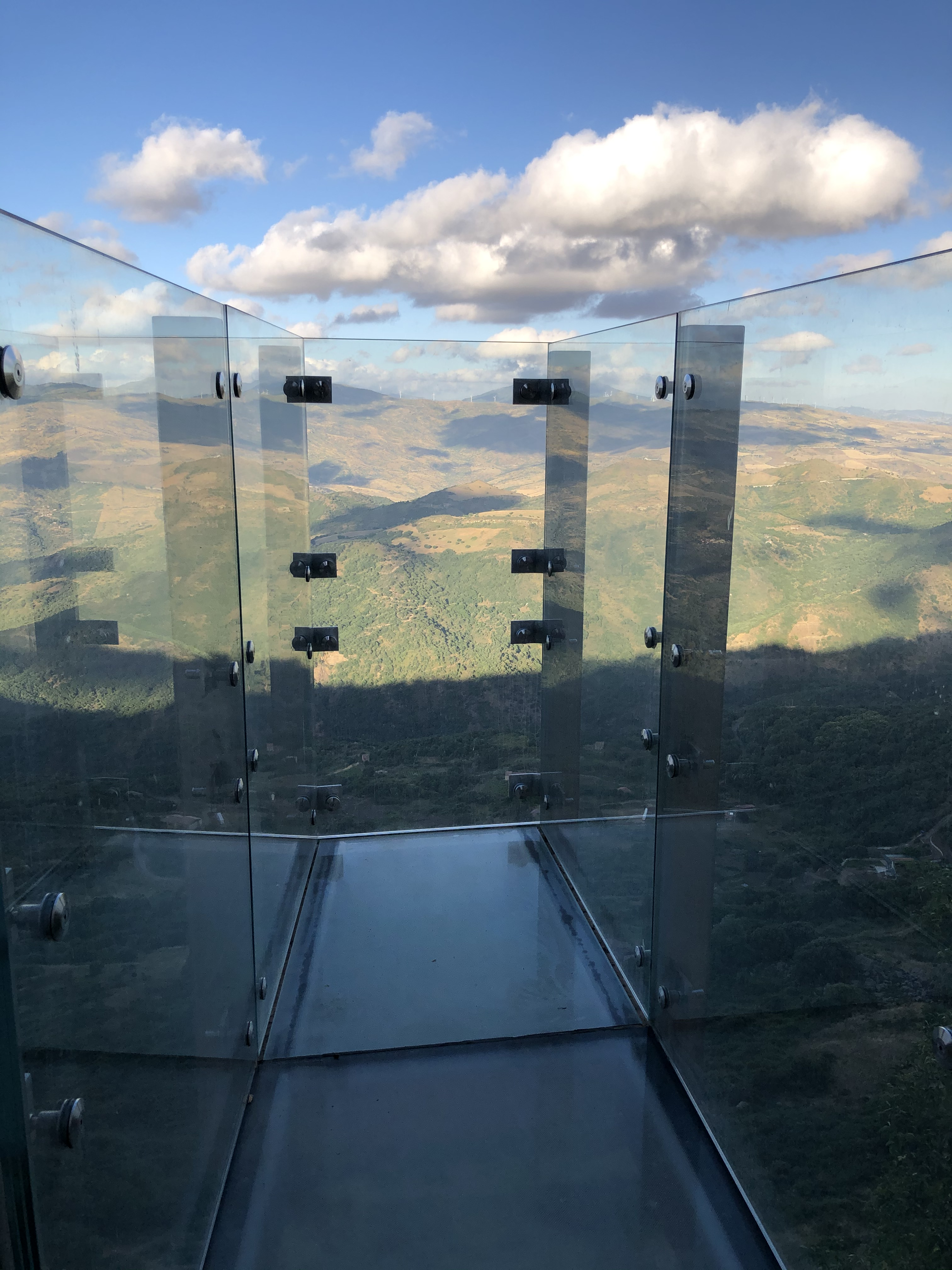
Salto del Ventimiglia

Inaugurato nel 2014 il Salto del Ventimiglia è un affaccio panoramico sito nel centro storico, a pochi metri di distanza dalla Chiesa di S. Giuliano, situato nel luogo dove nel 1338 perì il Conte Francesco I Ventimiglia il quale, secondo la tradizione, per sfuggire alle truppe regie di Pietro II che assediavano Geraci, si gettò con il suo cavallo nel dirupo sottostante. La passerella, in vetro ed acciaio, si allunga per circa tre metri dalla parete rocciosa dove è situata.

##### Monumento alla pace universale
Opera dello scultore contemporaneo Tommaso Geraci (Sclafani Bagni, 1931), recentemente sottoposto ad un importante intervento di restauro, raffigura Massimiliano Kolbe, Salvo D'Acquisto e Mahatma Gandhi e si trova all'interno del Parco delle Rimembranze.

#### Architetture religiose
- Chiesa di Sant'Anna[7]
- Chiesa Madre[8]
- Chiesa di Santo Stefano

##### Convento dei Padri Cappuccini

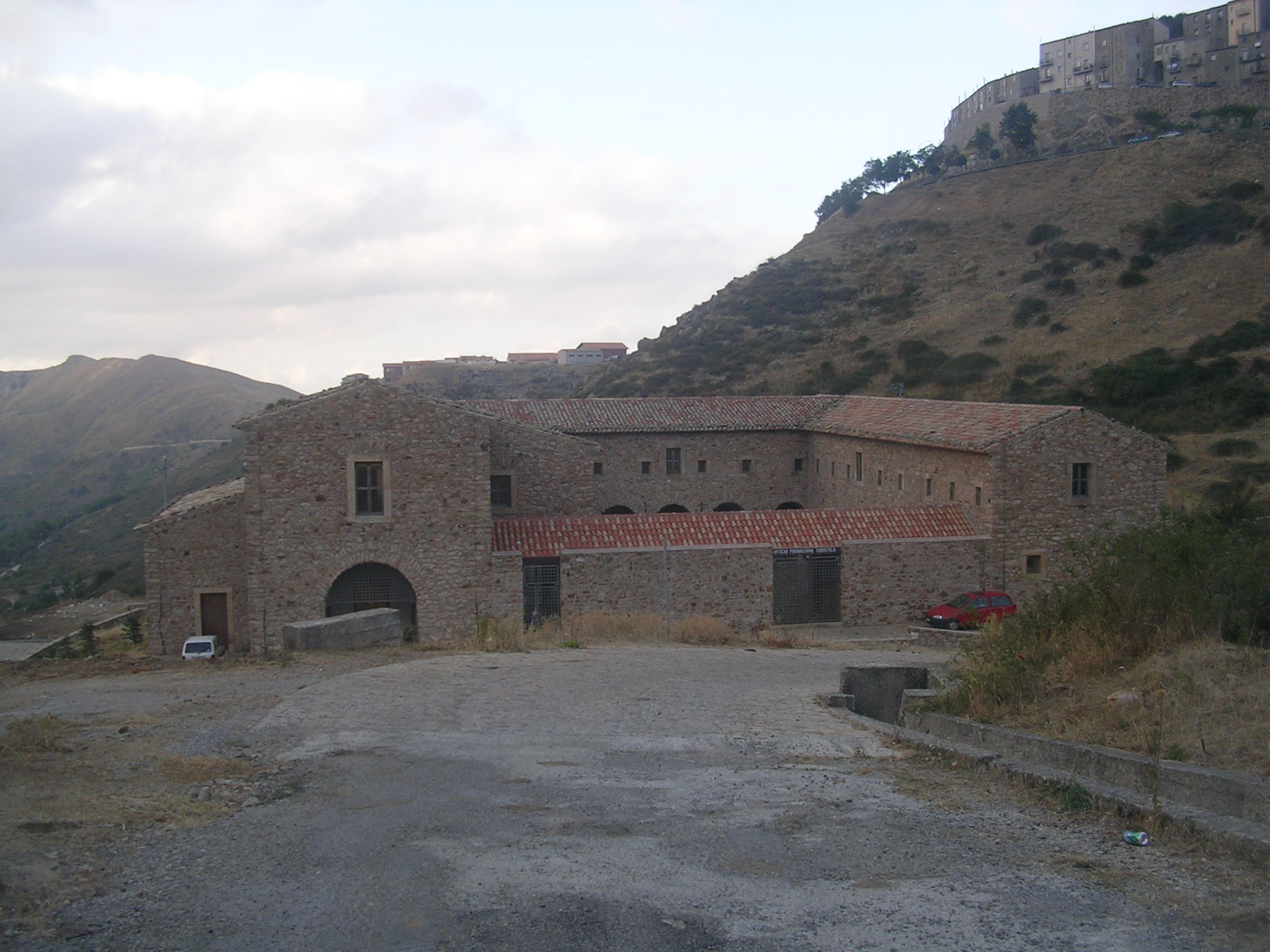
Convento dei Padri Cappuccini.

La prima pietra fu posta il 28 novembre del 1689, su richiesta del Marchese di Geraci. L'edificio si sviluppa a ferro di cavallo con, al centro, uno spazioso cortile. A sinistra c'è la chiesa settecentesca, dove è possibile intravedere ancora i fini stucchi che l'abbellivano, a destra vi è il refettorio con due affreschi settecenteschi raffiguranti l'Ultima Cena e la Crocifissione, mentre al piano superiore vi è il dormitorio con le varie celle. Il convento oggi ospita il museo dei mestieri e la mostra dei presepi locali.
Uno delle maggiori attrazioni del Museo, presente al primo piano della struttura, è il famoso trattato di Federico II sulla Falconeria "De Arte Venandi Cum Avibus” del 1596, unico esemplare in Sicilia.

##### Chiesa di San Giacomo

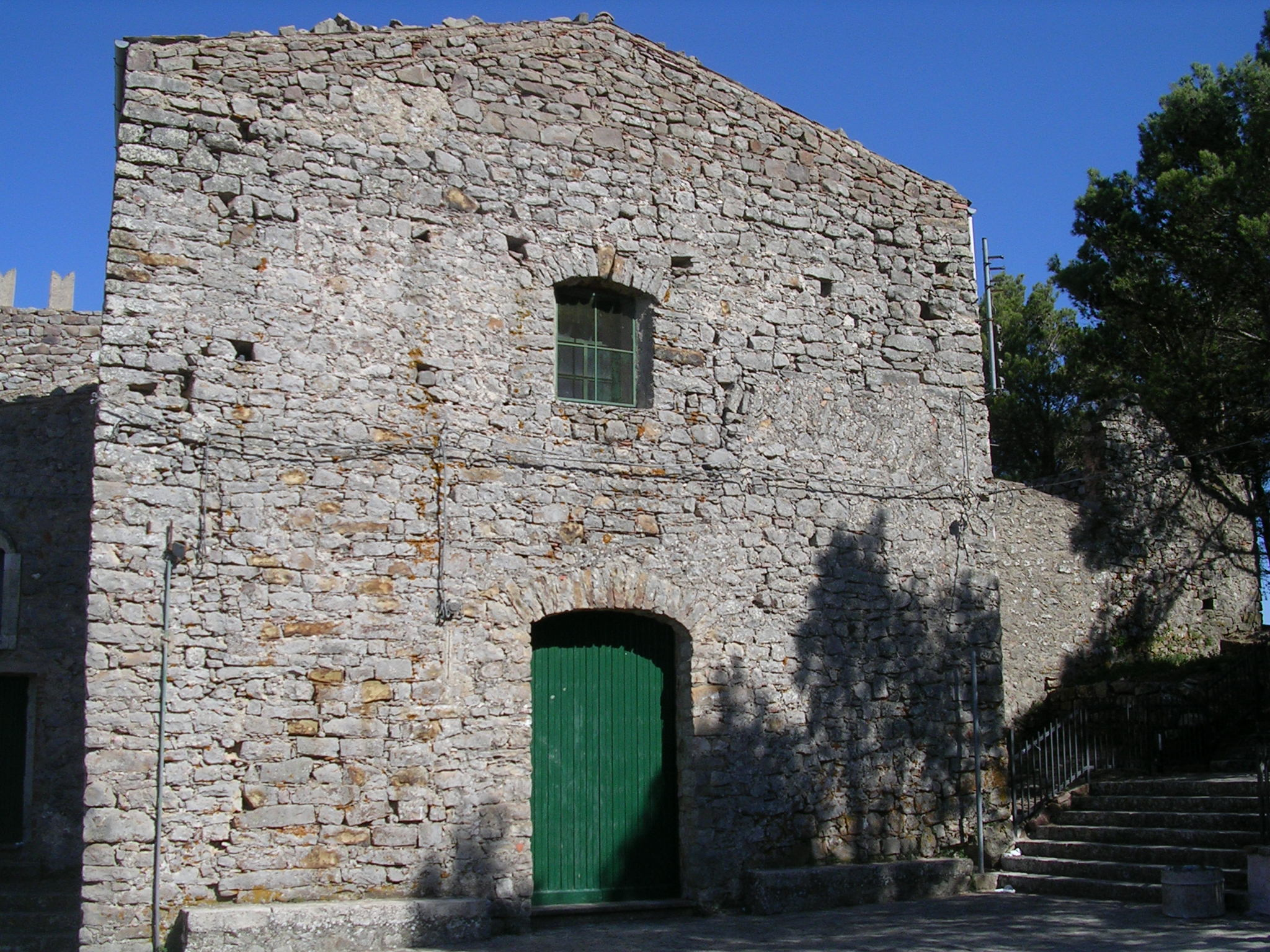
Chiesa di San Giacomo.

La chiesa di San Giacomo, situata nei pressi del Castello, è formata da una navata centrale e due ampie cappelle laterali. Durante i lavori di restauro del 1984 sono state rinvenute varie sovrapposizioni e in un pilastro è stato trovato un affresco bizantineggiante del XIV secolo raffigurante un Santo benedicente. Tra le opere d'arte ospitate, si segnalano: una statua lignea del XVIII secolo, raffigurante San Giacomo, attribuita a Filippo Quattrocchi, e le tele raffiguranti l'Immacolata ritratta tra i Santi Giacomo e Chiara - opera del 1657 di Giuseppe Tomasi - e la Conversione di San Paolo, attribuita al pittore madonita De Galbo; un Crocefisso ligneo trecentesco, raro esemplare di Crocefisso legato alla corrente nordica del gotico doloroso in Sicilia.

##### Chiesa dei Santi Cosma e Damiano
A nord-ovest del territorio, nella zona denominata San Cusimano, in un'oasi pianeggiante, sorge una piccola cappella dedicata ai santi Cosma e Damiano. La chiesetta è molto antica, come denota il portale goticheggiante. L'unica opera presente nella cappella era una tela del pittore De Galbo rappresentante i due Santi che purtroppo è stata trafugata nel 1983.

##### Chiesa del collegio di Maria

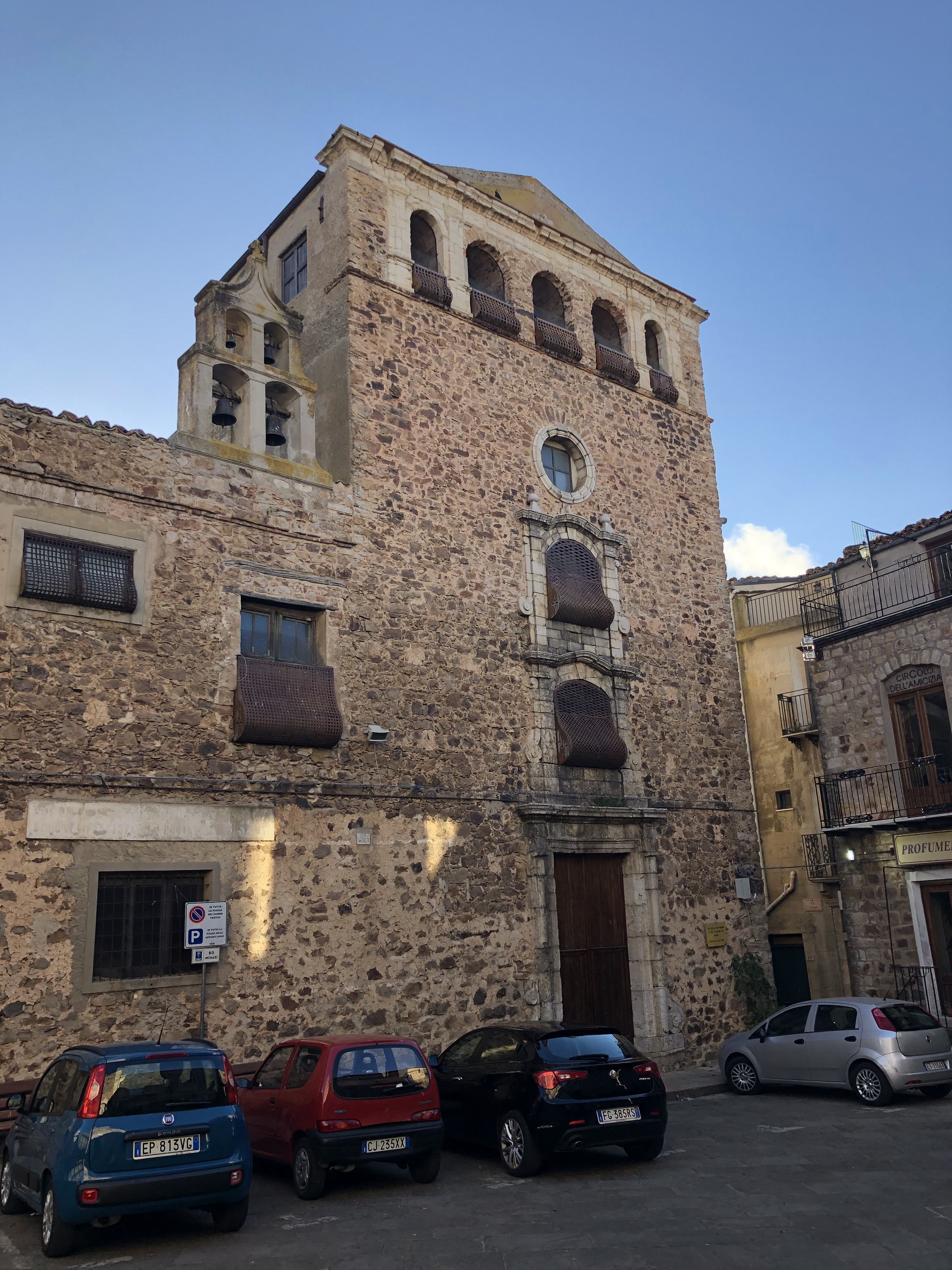
Collegio di Maria

Il Collegio sorse nel 1738; la chiesa ad essa collegata è ad una navata, ornata con stucchi a rocaille in oro. La facciata marmorea che dà su Piazza del popolo risale al XVIII secolo. Tra le opere d'arte che contiene, vi è la tela raffigurante la Madonna del Rosario del XVIII secolo, la scultura lignea policroma risalente al tardo-seicento di San Michele, un'altra tela raffigurante la Natività datata 1651 e una croce dipinta risalente al XVII secolo, legata alla ricca produzione madonita dei secoli precedenti. Inoltre all'interno del collegio vi è una collezione privata di Bambinelli in cera con culla appartenenti alle suore; alcuni sono del XVIII secolo ornati con coralli e trine di fattura artigianale locale.

##### Chiesa di San Rocco
Questa chiesa risale al XIV secolo ed è una delle più antiche del paese; è adiacente alla Porta Baciamano e si presenta a una navata. Tra le opere d'arte che racchiude, vi è la scultura lignea raffigurante San Rocco, opera di maestro siciliano del XVI secolo, e la tela ovale raffigurante la Madonna della Catena del XVIII secolo.

##### Chiesa di San Francesco
Composta da una sola navata, contiene la tela raffigurante la Madonna del Lume, opera del 1757, le statue lignee raffiguranti Sant'Antonio di Padova e San Francesco, la tela raffigurante il Transito del Patriarca San Giuseppe e la scultura lignea della Madonna del Salvatore del XVII secolo.

##### Monastero Santa Caterina
Le origini di questo monastero delle Benedettine cassinesi sono collegate a un congregazione di donne ritirate che avevano la loro abitazione presso la prima chiesa madre del paese dedicata a San Giuliano. Nel monastero sono conservati paramenti ricamati in oro e argento, alcuni dei quali risalenti al XVIII secolo, e alcuni atti e documenti interessanti. Fra le opere che include, si ricorda il reliquiario architettonico di San Giuliano che reca alla base le figure di Santa Caterina e della Vergine e che culmina con il Cristo risorto. È un'opera goticheggiante risalente al XVI secolo e attribuita alla maestranza argentiera palermitana. Da ricordare vi è anche la scultura marmorea rappresentante Santa Caterina, di Giuliano Di Marino da Palermo, e l'organo risalente al 1765, attribuito a Giacomo Andronico di Palermo.

##### Chiesa di San Giuliano

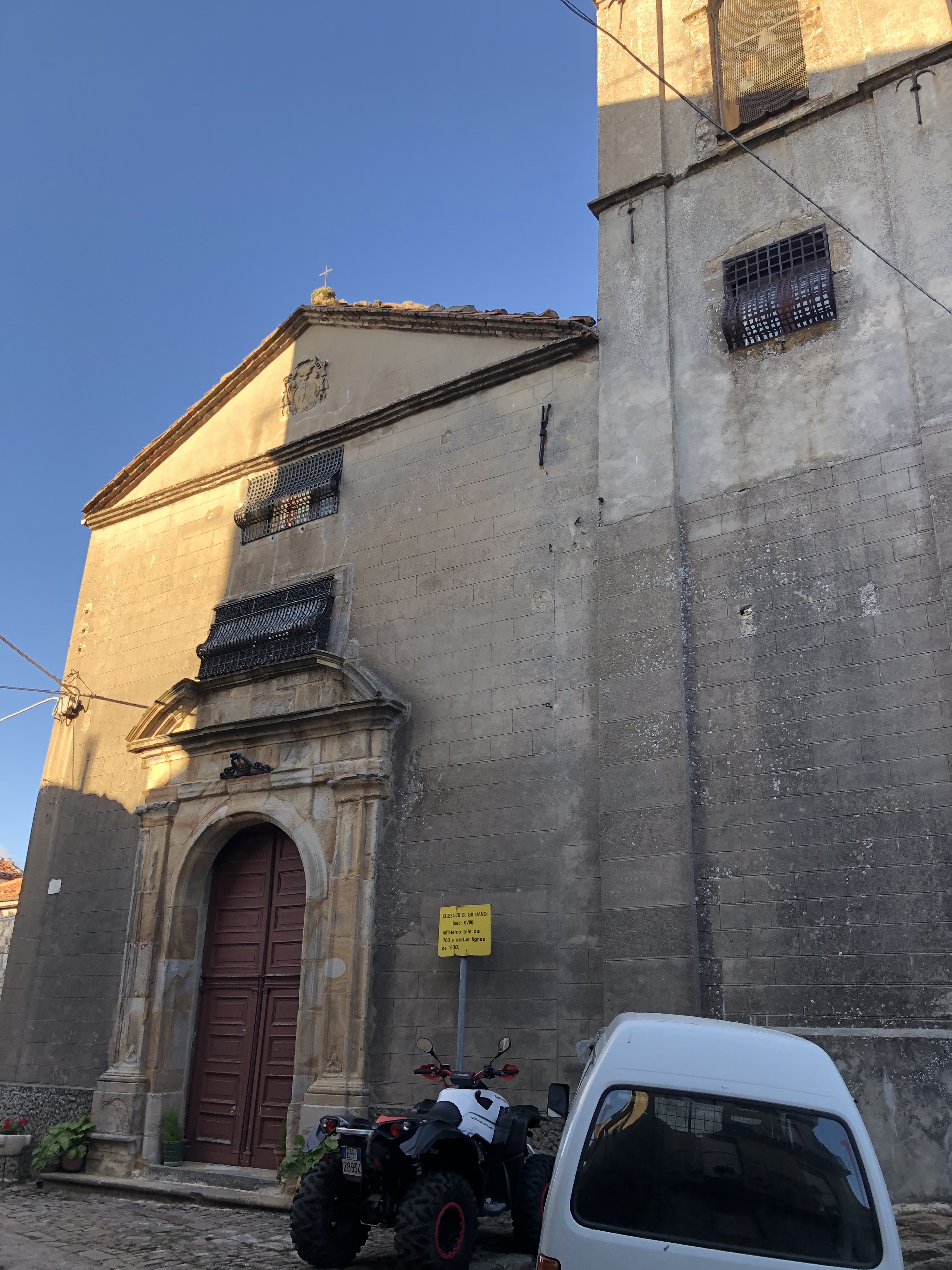
Chiesa di San Giuliano

Annessa al monastero delle Benedettine, si presenta a una navata. Esisteva già prima del 1495, anno in cui cessò di essere parrocchia. Risalente al 1818 è l'altare maggiore lavorato in legno da Gaetano Durante da Palermo.
Fra le opere d'arte che la chiesa contiene, la più caratteristica è la scultura lignea di San Lorenzo, opera risalente al XVII secolo.
La grata inferiore del coro è pregevole opera di maestri siciliani del 1652 circa, la parte superiore dovette essere realizzata nel XVIII secolo e la cantoria in ferro battuto alla fine del settecento.

##### Chiesa di Santa Maria della Cava
La cappella è ubicata in località "Cozzo dell'Annunziata" in uno spazio pianeggiante un tempo circondato da querce secolari, ora solo roverelle e alberi di perastro o pero selvatico e macchia mediterranea. Da un lato ai suoi piedi scorre il "Vallone dell'Annunziata o vallone dell'eremita". In lontananza si scorge il ripido sentiero chiamato "scaletta dell'Annunziata" che si snoda per alcune centinaia di metri sul fianco di un dirupo a strapiombo sull'omonimo vallone. Tutto l'insieme si trova all'interno del "Bosco Cava". La costruzione risale al XIV secolo, al tempo di Francesco I Ventimiglia, e vi si possono scorgere ancora reperti di gran pregio architettonico, scultoreo e pittorico quali il portone ogivale, il rosone, entrambi decorati in rilievo, l'arco interno a sesto acuto montato con pietre a blocchi lineari, le finestre in stile romanico, i resti di affreschi bizantineggianti, uno dei quali raffigura il busto di un Santo. Nella chiesetta era conservata la tela dell'Annunciazione, ora custodita nella chiesa madre, che secondo la tradizione, appena fu portata in paese in processione, fece cessare il colera che in quel periodo imperversava nel borgo mietendo molte vittime.

##### Chiesa di Santa Maria La Porta
La chiesa, costruita nel 1496, prende il nome di Santa Maria La Porta perché collocata in corrispondenza di una delle porte che chiudevano Geraci al tempo dei Ventimiglia. È a una navata e a croce latina; s'ipotizza che abbia inglobato una piccola cappella già esistente. Il portale di marmo bianco, datato 1496 e attribuito a Giovannello Gagini e ad Andrea Mancino, presenta sull'architrave tre medaglioni tondi in cui sono rappresentati l'annunciazione e l'eterno padre (in quello centrale). Sull'architrave ci sono dei cherubini alati sovrastati da una Madonna col bambino attorniata da angeli. Una croce sormonta il portale, fiancheggiato da due colonnine scolpite alla cui base sono rappresentati la creazione di Adamo ed Eva e il peccato originale. Il soffitto è ornato da affreschi ottocenteschi raffiguranti quattro scene dell'antico testamento e sull'architrave di una finestra che porta alla torre campanaria, grazie ai restauri, è stato scoperto un Cristo deposto dalla croce finemente scolpito in legno. Tra le opere d'arte della chiesa vi è il polittico marmoreo policromo dell'altare maggiore, risalente al XVI secolo e attribuito alla bottega dei Gagini, la scultura raffigurante la Madonna della Porta con il bambino del 1475 attribuita a Domenico Gagini e il Crocifisso ligneo policromo del XVII attribuito generalmente alla scuola di Fra Umile Pintorno. Sotto l'altare di quest'ultimo è stato trovato un affresco raffigurante la Deposizione di Gesù del XVIII secolo. Nella chiesa ci sono numerose tele, risalenti al XVII-XVII secolo, e un affresco raffigurante la Madonna in trono col Bambino del XV secolo.

##### Chiesa di San Bartolomeo

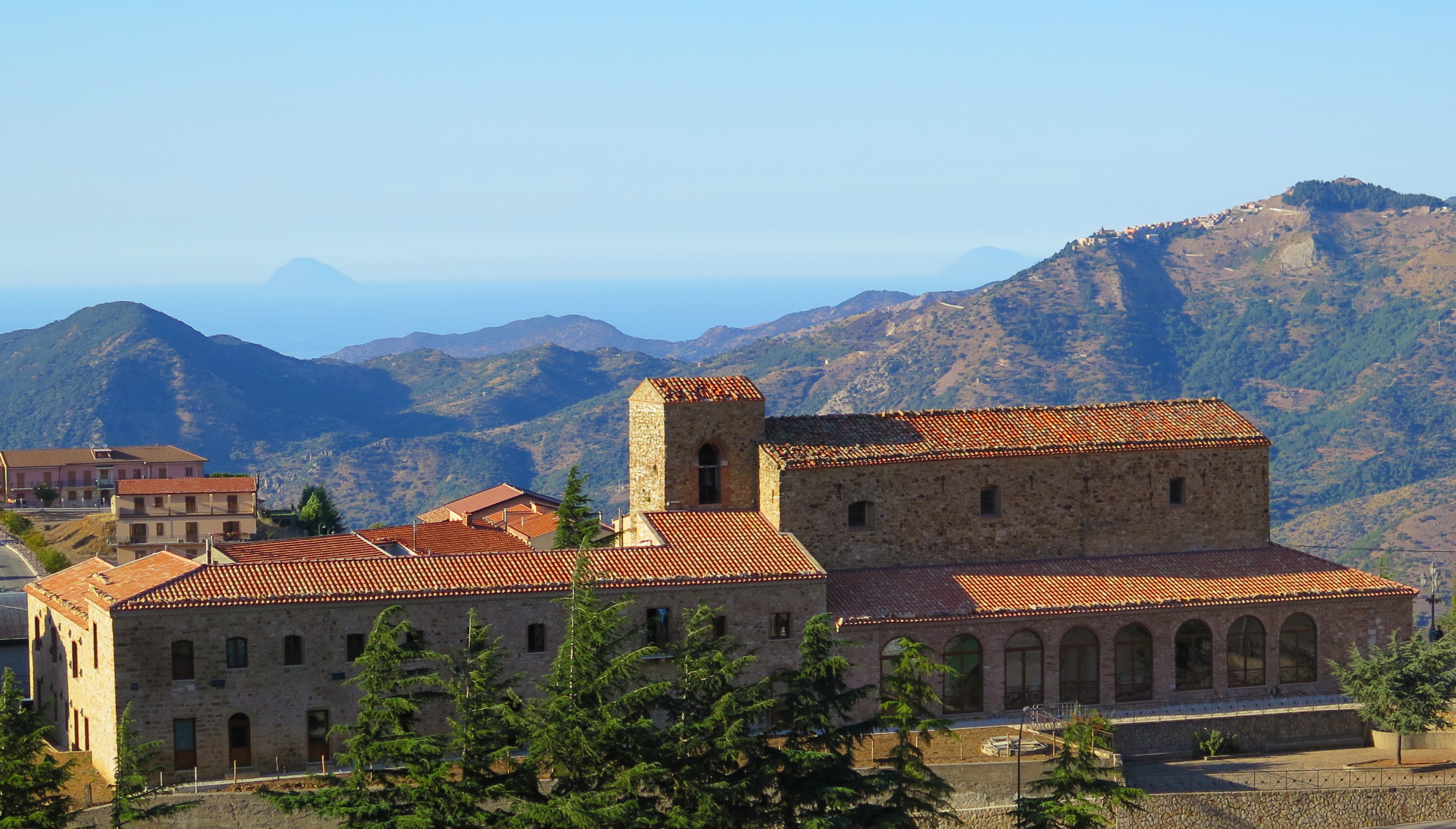
Chiesa di San Bartolo e convento dell'Ordine di Sant'Agostino.

Incerta è la data della costruzione che probabilmente risale alla seconda metà del XIII secolo. Si ipotizza sia il Sepolcreto dei Ventimiglia: qui infatti venne sepolto Francesco I Ventimiglia nel 1338. La chiesa, a una navata, fu ampliata nel 1775 e abbellita e decorata nel 1794. Tra le opere che contiene, vi sono due colonnine binate provenienti dal chiostro agostiniano del XIV secolo, un polittico marmoreo attribuito a Antonello Gagini, e una scultura lignea raffigurante San Bartolomeo della fine del XVIII secolo con caratteristiche stilistiche che rimandano allo scultore Filippo Quattrocchi. Alla chiesa è affiancato l'ex convento agostiniano risalente alla fine del XVII secolo che ancora conserva la sua antica struttura planimetrica e altimetrica e l'originaria disposizione degli spazi interni.

## Clima
| Geraci Siculo       | Mesi | Mesi | Mesi | Mesi | Mesi | Mesi | Mesi | Mesi | Mesi | Mesi | Mesi | Mesi | Stagioni | Stagioni | Stagioni | Stagioni | Anno |
| Geraci Siculo       | Gen  | Feb  | Mar  | Apr  | Mag  | Giu  | Lug  | Ago  | Set  | Ott  | Nov  | Dic  | Inv      | Pri      | Est      | Aut      | Anno |
| ------------------- | ---- | ---- | ---- | ---- | ---- | ---- | ---- | ---- | ---- | ---- | ---- | ---- | -------- | -------- | -------- | -------- | ---- |
| T. max. media (°C)  | 6,9  | 7,6  | 9,4  | 12,4 | 17,9 | 22,9 | 26,0 | 26,1 | 22,1 | 16,4 | 12,2 | 8,5  | 7,7      | 13,2     | 25,0     | 16,9     | 15,7 |
| T. min. media (°C)  | 2,8  | 2,7  | 4,0  | 6,3  | 10,4 | 14,6 | 17,5 | 17,9 | 15,0 | 10,9 | 7,3  | 4,6  | 3,4      | 6,9      | 16,7     | 11,1     | 9,5  |
| Precipitazioni (mm) | 64   | 51   | 48   | 37   | 27   | 11   | 11   | 17   | 40   | 75   | 68   | 64   | 179      | 112      | 39       | 183      | 513  |

## Tradizioni e feste

### Festa in onore di Maria SS. Annunziata (2ª domenica di luglio)
Preceduta da una Novena durante la quale viene cantato il tradizionale Stellario in dialetto e la Salve Regina, la festa in onore della Compatrona della cittadina si svolge con solennità la seconda domenica di luglio di ogni anno. Questa data risale al 1837, anno in cui nello stesso giorno il popolo di Geraci, afflitto dal colera, si recò con fede nella Chiesa dell'Annunziata alla Cava (bosco nel territorio del paese), e prelevò la tela dell'Annunciazione, portandola fino alla Chiesa Madre del paese. Miracolosamente, subito dopo tale atto di fede, la cittadina fu liberata dal flagello. Per tale prodigio la Madre Annunziata fu proclamata celeste Compatrona (insieme a San Bartolomeo) dei geracesi e festeggiata ogni anno.

### A Carvaccata di Vistiamara
La tradizione della Cavalcata dei pastori viene tramandata dal 1643, primo anno in cui venne svolta, e si festeggia ogni sette anni la terza domenica di luglio.
È un'originale forma di ringraziamento e riconoscenza per la predilezione dimostrata da Dio verso i pastori e probabilmente, nella maniera con cui si svolge, vi è un richiamo alla pastorizia nomade per i boschi dell'isola.
La “Cavalcata dei Pastori” consiste in una sfilata a cavallo che parte dall'abitazione del “cassiere” e termina alla chiesa madre dopo aver percorso le vie del paese.

## Amministrazione
Di seguito è presentata una tabella relativa alle amministrazioni che si sono succedute in questo comune.
| Periodo          | Periodo          | Primo cittadino       | Partito              | Carica  | Note   |
| ---------------- | ---------------- | --------------------- | -------------------- | ------- | ------ |
| 6 giugno 1985    | 20 maggio 1990   | Bartolo Fazio         | Democrazia Cristiana | Sindaco | [ 12 ] |
| 31 maggio 1990   | 31 dicembre 1992 | Bartolo Fazio         | Democrazia Cristiana | Sindaco | [ 12 ] |
| 1º febbraio 1993 | 13 giugno 1994   | Rosaria Minutella     | Democrazia Cristiana | Sindaco | [ 12 ] |
| 27 giugno 1994   | 25 maggio 1998   | Angelo Vittorioso     | lista civica         | Sindaco | [ 12 ] |
| 25 maggio 1998   | 27 maggio 2003   | Annunziata Piscitello | lista civica         | Sindaco | [ 12 ] |
| 27 maggio 2003   | 17 giugno 2008   | Antonio Spallina      | democrazia siciliana | Sindaco | [ 12 ] |
| 17 giugno 2008   | 11 giugno 2013   | Bartolo Vienna        | lista civica         | Sindaco | [ 12 ] |
| 11 giugno 2013   | 11 giugno 2018   | Bartolo Vienna        | lista civica         | Sindaco | [ 12 ] |
| 11 giugno 2018   | 30 maggio 2023   | Luigi Iuppa           | lista civica         | Sindaco | [ 12 ] |
| 30 maggio 2023   | in carica        | Luigi Iuppa           | lista civica         | Sindaco | [ 12 ] |

Nel 2023 viene istituita per la prima volta la Consulta Giovanile Geraci Siculo, che rappresenta un organismo consultivo per l'affermazione e la difesa dei diritti dei giovani. Attualmente, il presidente è Benedetto Corradino.

## Società

### Evoluzione demografica
Abitanti censiti

## Infrastrutture e trasporti

### Strade
Il comune è interessato dalle seguenti direttrici stradali:
- .di Castelbuono,(Km 42,380) collega con:
  - il Comune di Castelbuono
  - la  dell'Etna e delle Madonie presso la Portella del Bafurco a metà strada tra Gangi e Petralia Soprana, che porta allo svincolo di Irosa dell' Catania-Palermo
  - lo svincolo di Pollina-Castelbuono dell' Messina-Palermo,
  - la  Settentrionale Sicula nei pressi della Stazione di Castelbuono e poco distante da Cefalù.

### Ferrovie ed eliporto
Le stazioni ferroviarie più vicine sono quelle di Cefalù e di Castelbuono. L'eliporto comunale è sito al chilometro 35 della SS 286.

### Trasporti
I trasporti interurbani di Geraci Siculo vengono svolti con autoservizi di linea gestiti dalla SAIS Autolinee.

## Libri su Geraci Siculo
- I tesori nella Contea dei Ventimiglia. Oreficeria a Geraci Siculo di M. Concetta Di Natale (2006)
- Pani e paradisu. La festa del 3 maggio a Geraci di G. antista e C. Musciotto (2006)
- Geraci Siculo arte e devozione. Pittura e Santi protettori di M. Concetta Di Natale (2007)
- Geraci Siculo di Enza Paruta (2009)
- Si sgavita la montagna. La transumanza dei pastori di Geraci di Arianna Attinasi (2009)
- Geraci Siculo. Storia, cultura, tradizioni di C. Gravante e C. Vaccarella (2013)
- U Conti Cumanna e altri scritti per la Giostra dei Ventimiglia a Geraci Siculo di Pietro Attinasi (2016)
- Datos3, Geraci Siculo di Mario Chichi (2024)

## Sport

### Calcio
La storica squadra di calcio è l'AC Geraci che nel proprio palmares vanta partecipazioni nei massimi campionati dilettantistici regionali, come la Promozione e l'Eccellenza. La società si è sciolta nel 2024. 
Nello stesso anno è stata costituita la società FC Geraci, che attualmente milita nei campionati dilettantistici minori.

## Galleria d'immagini

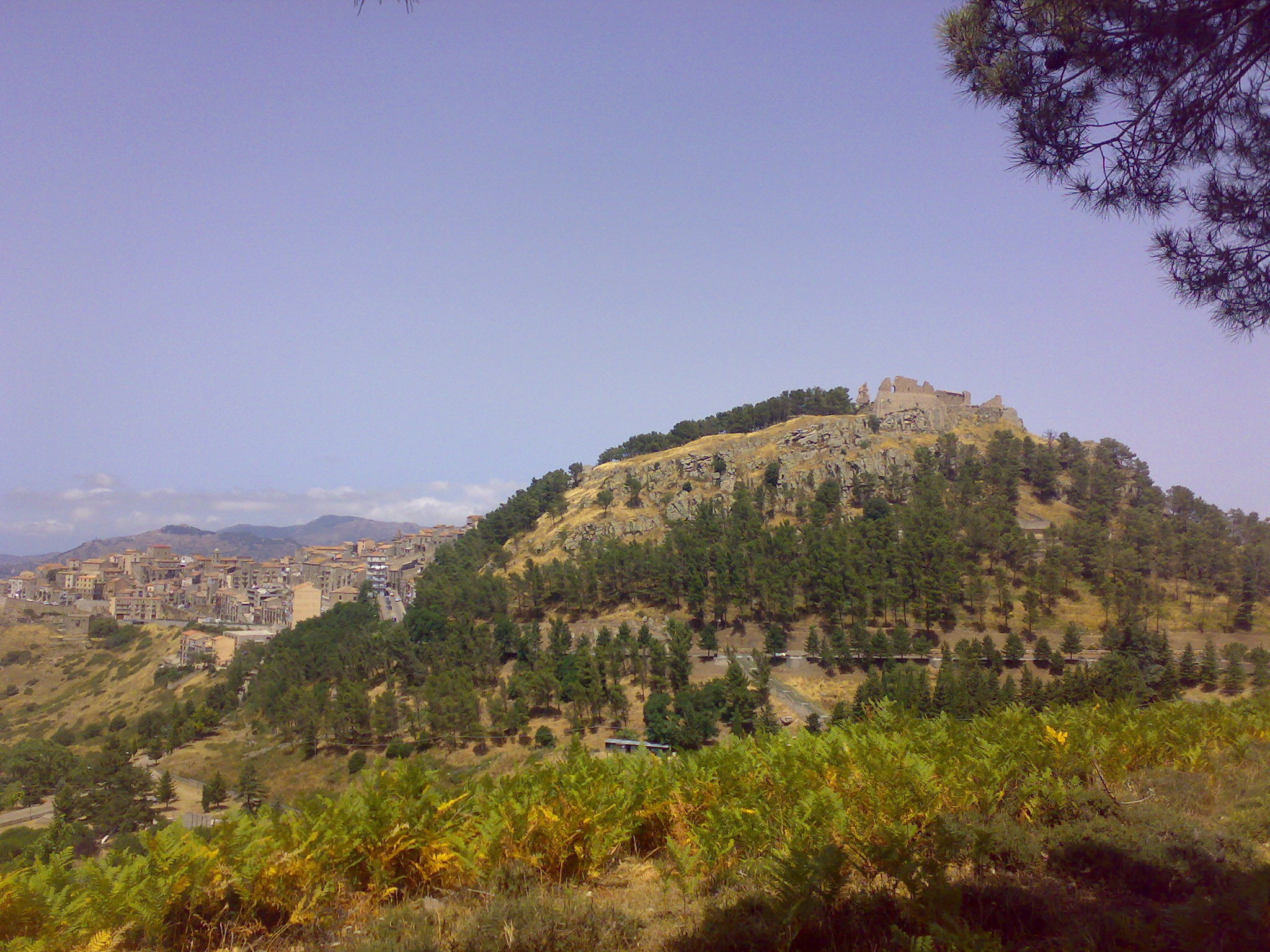
Rocca di Geraci
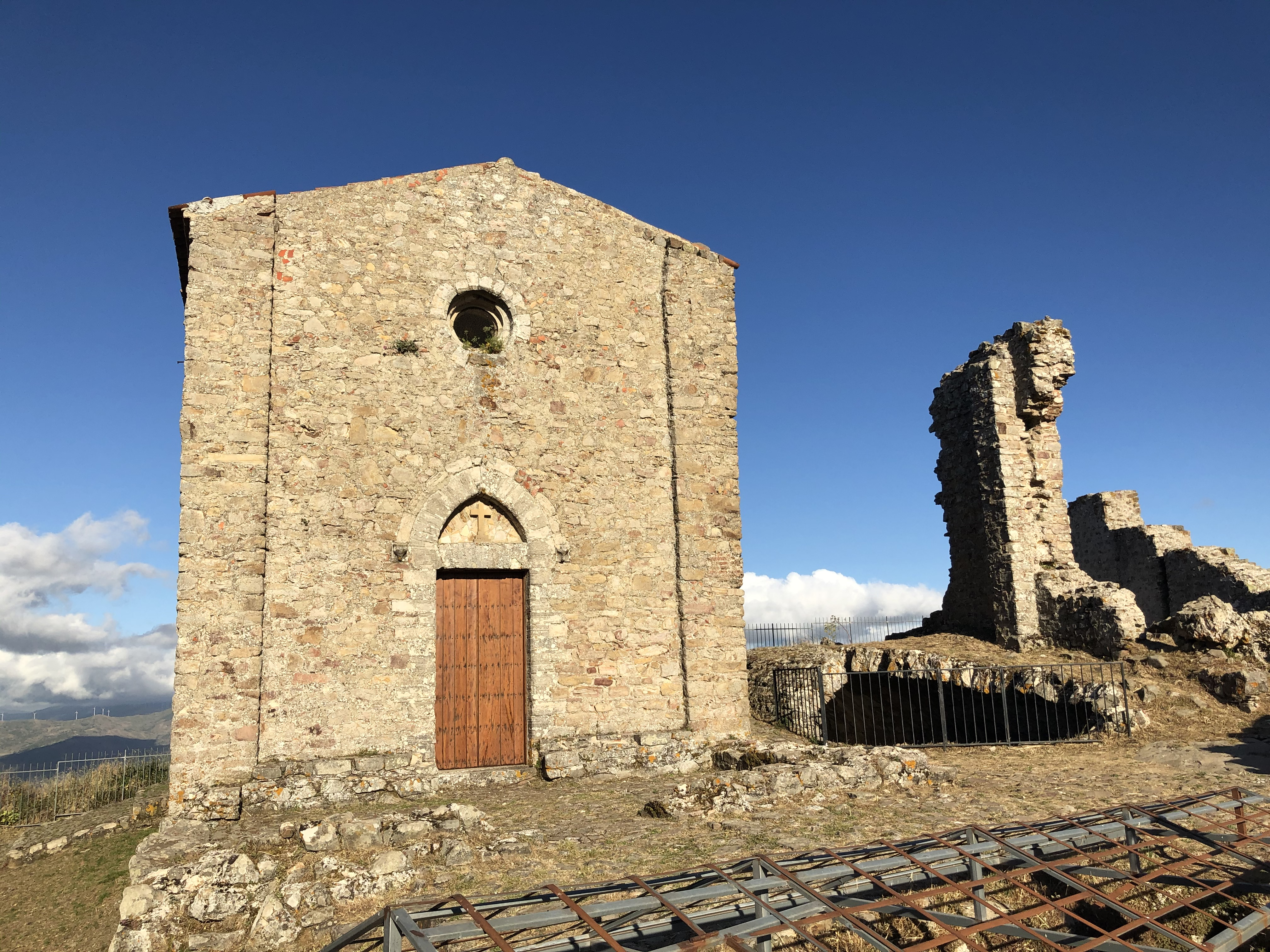
Chiesa di S. Anna e ruderi del Castello
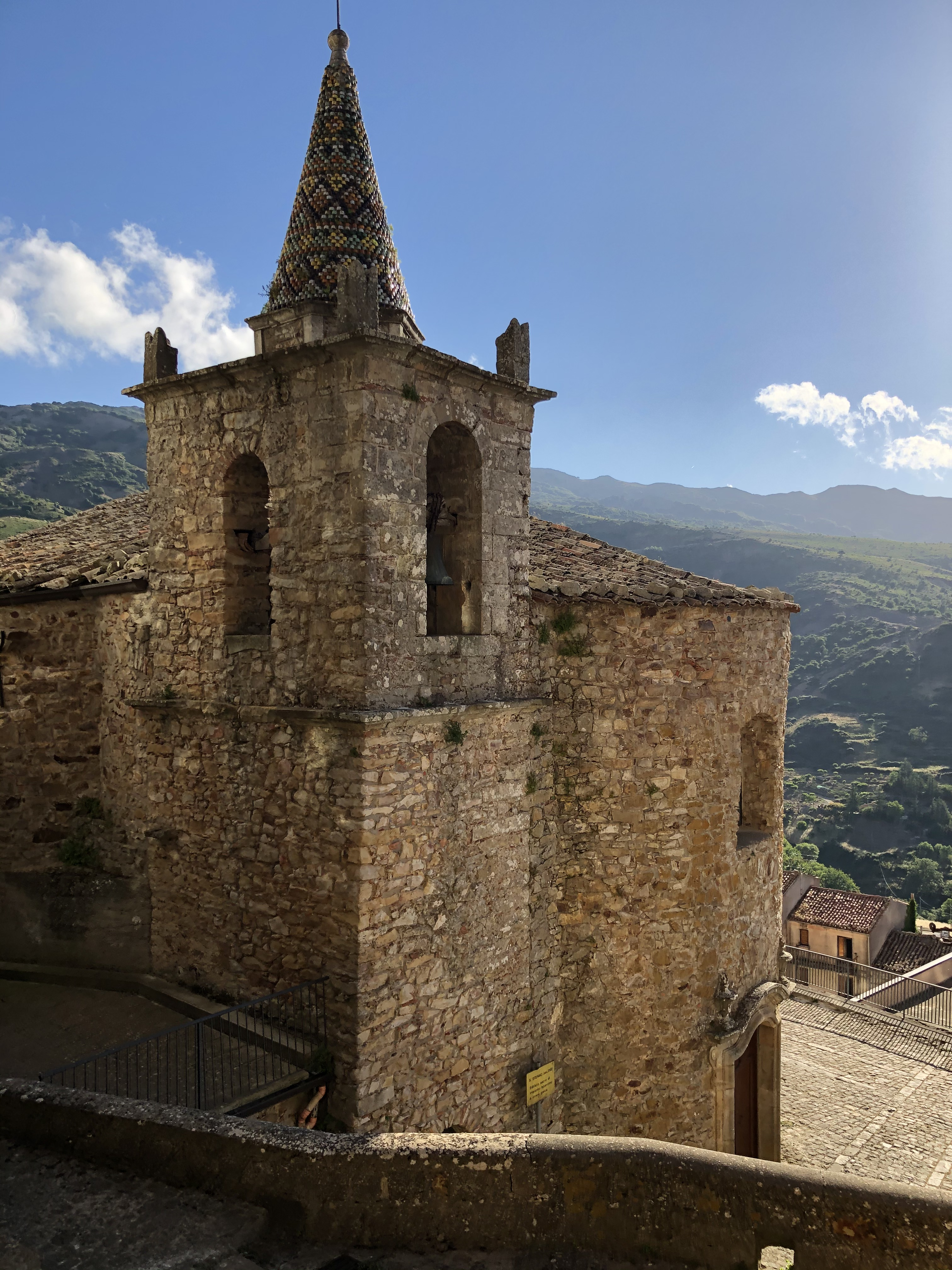
Chiesa di Santo Stefano
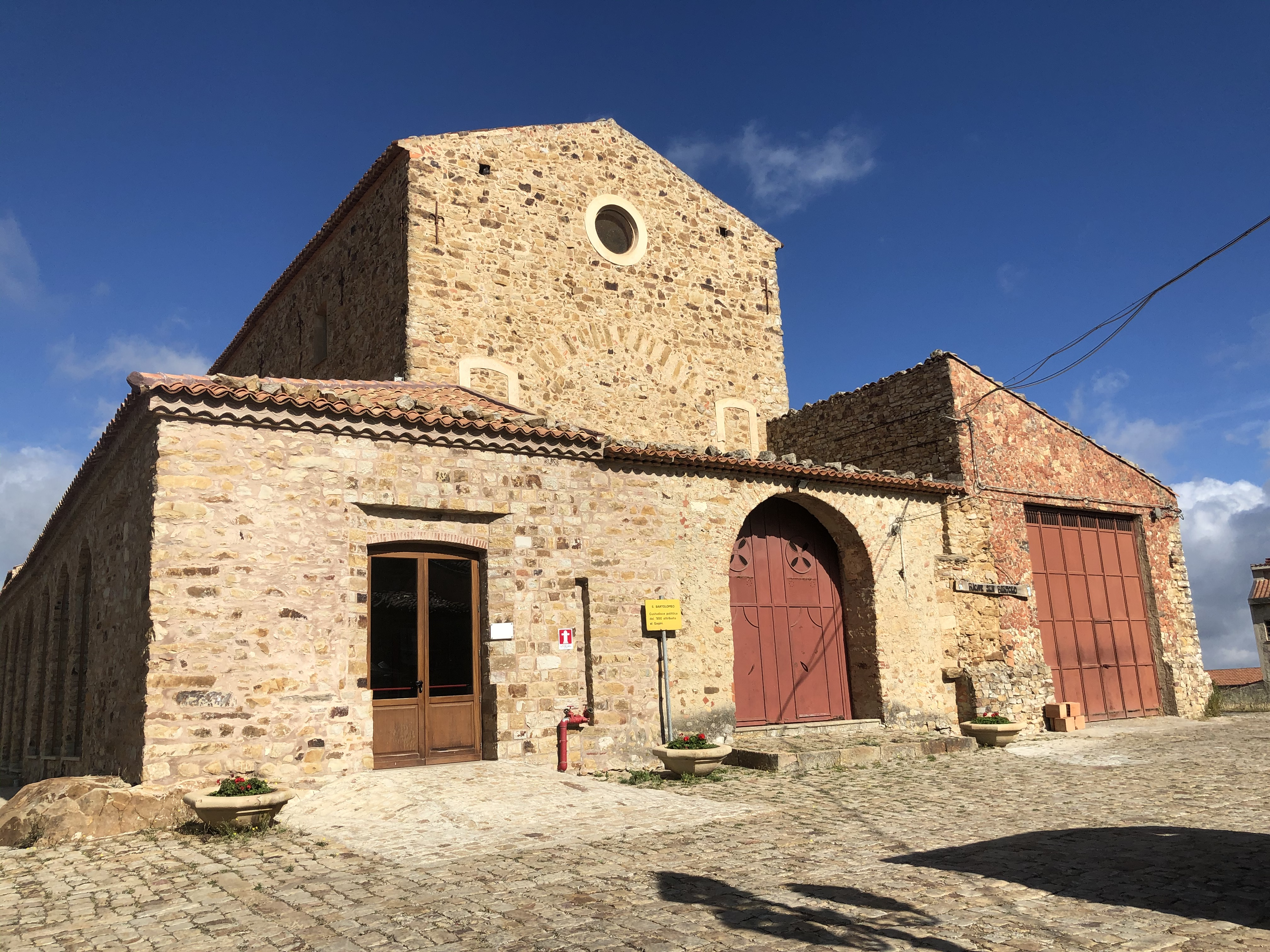
Chiesa di San Bartolo
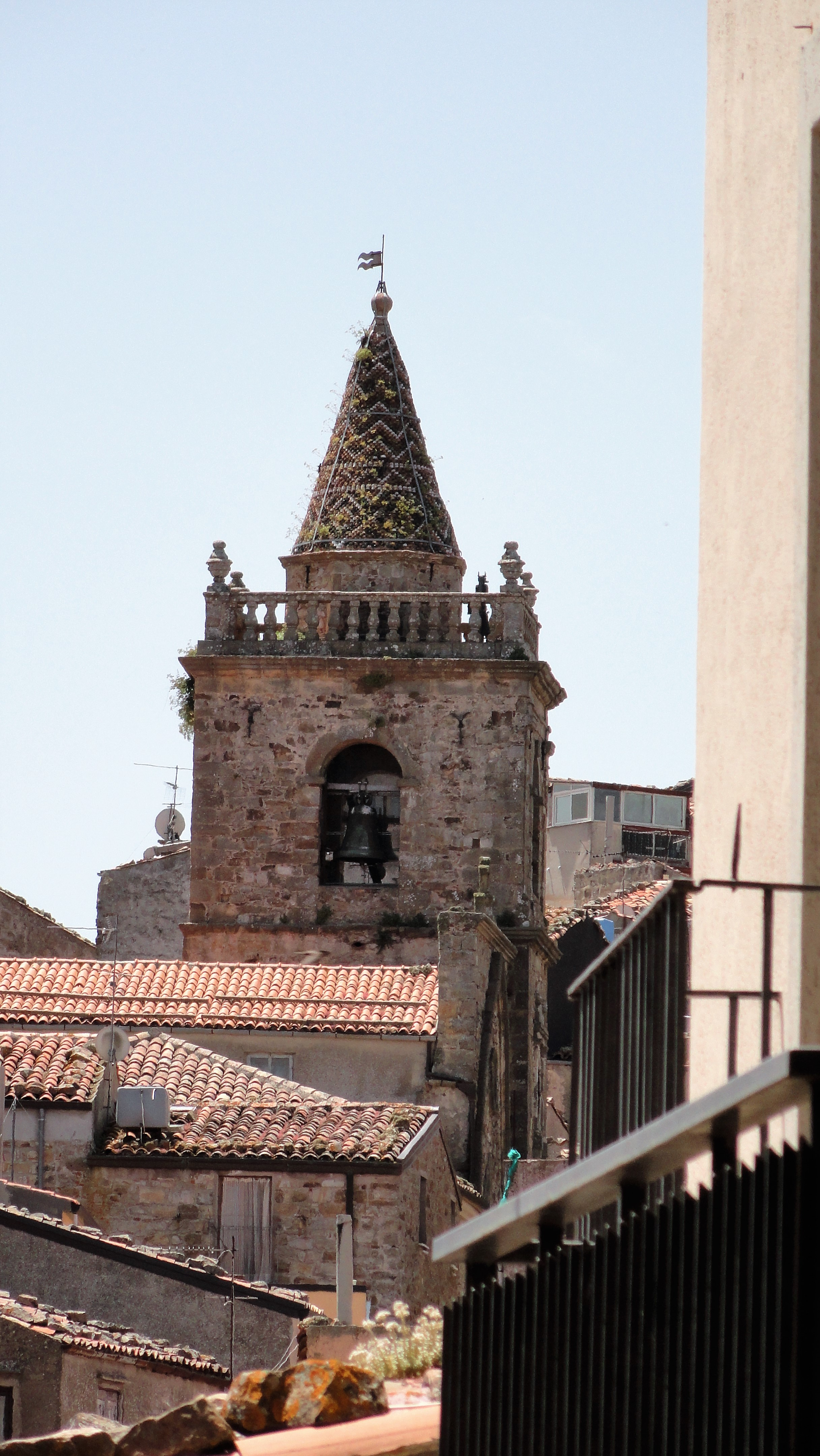
Campanile Chiesa Madre
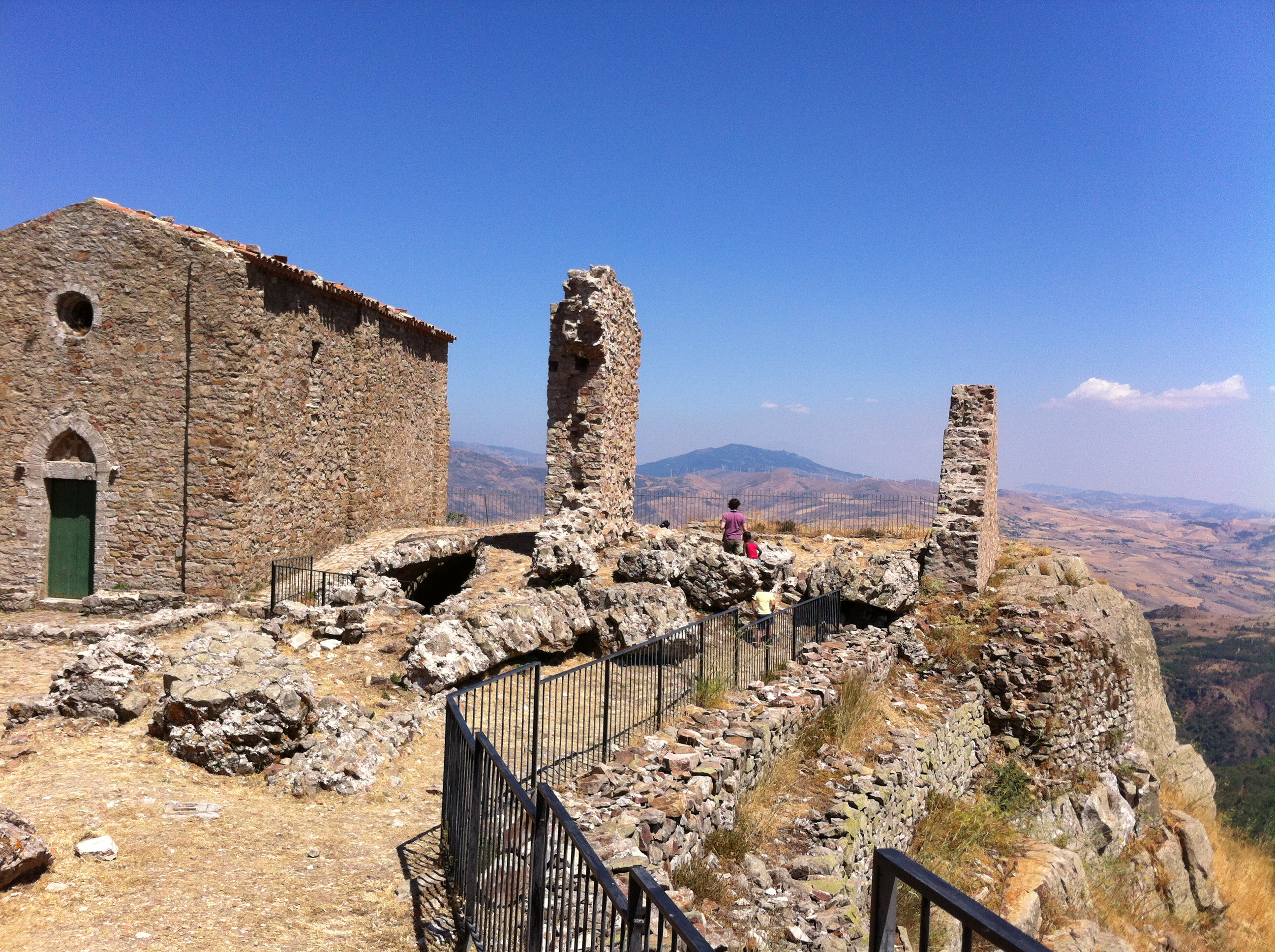
Ruderi del Castello
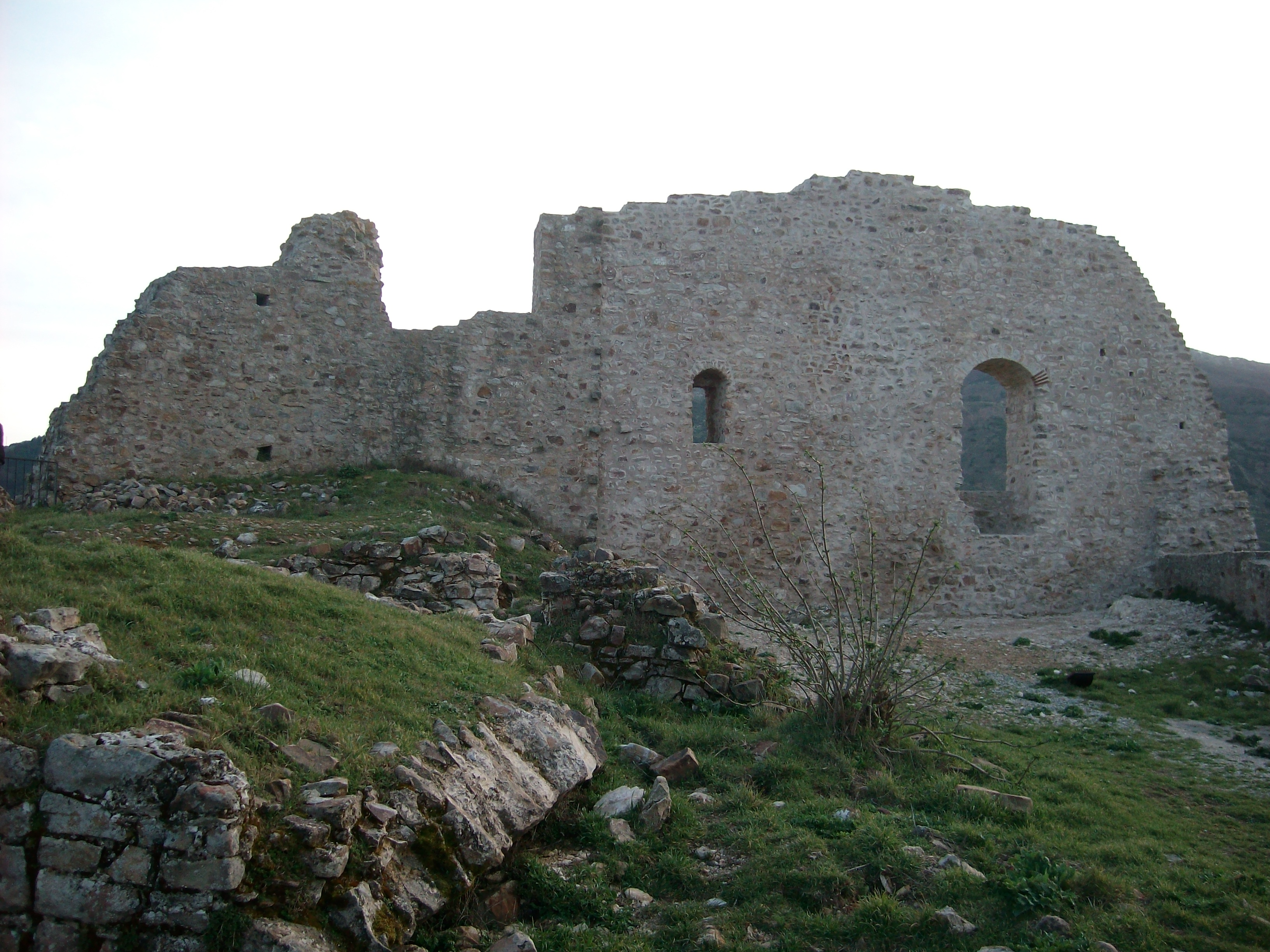
Ruderi del Castello
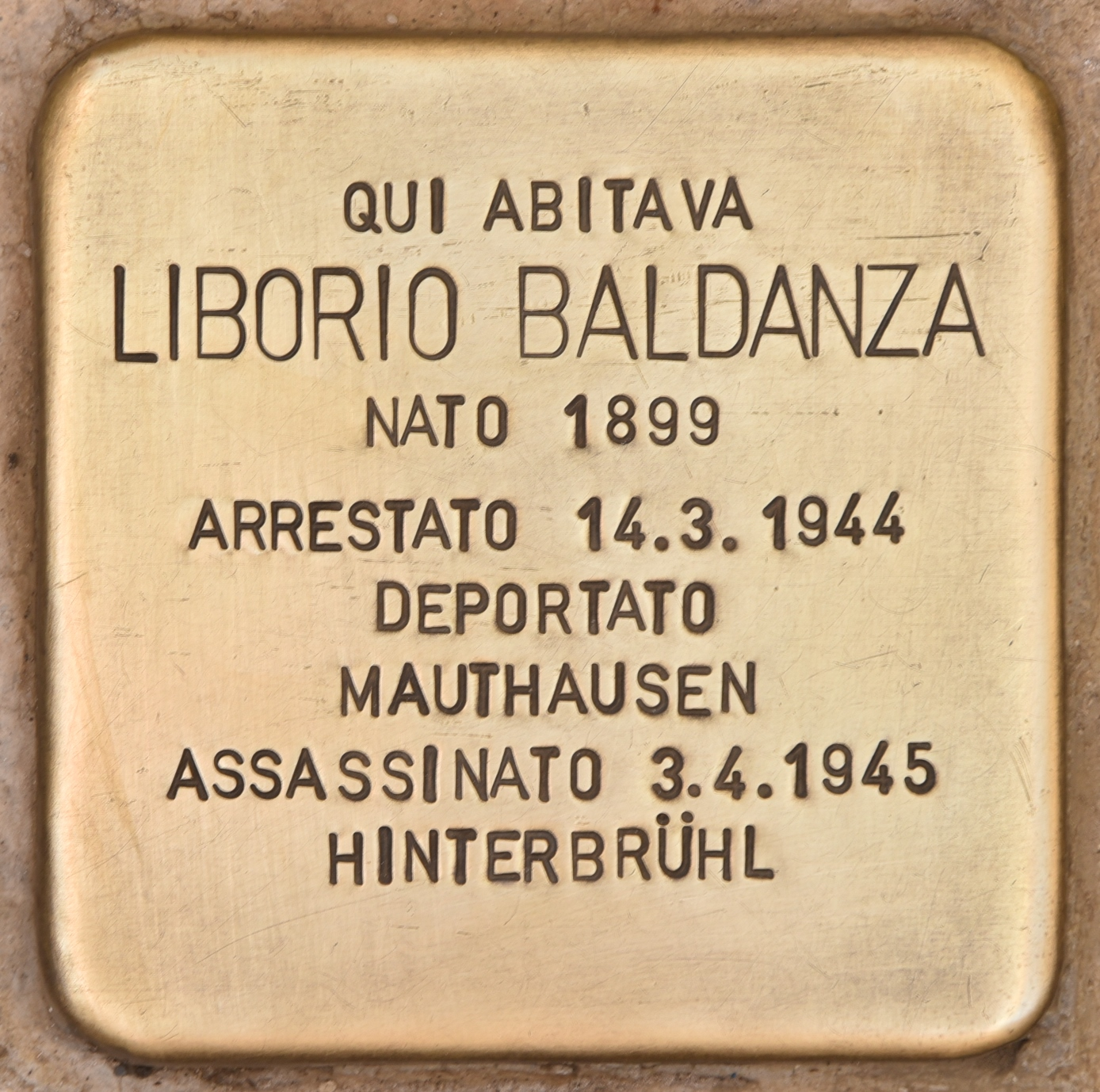
Pietra d'inciampo tra Via Vittorio Emanuele e Via Vento
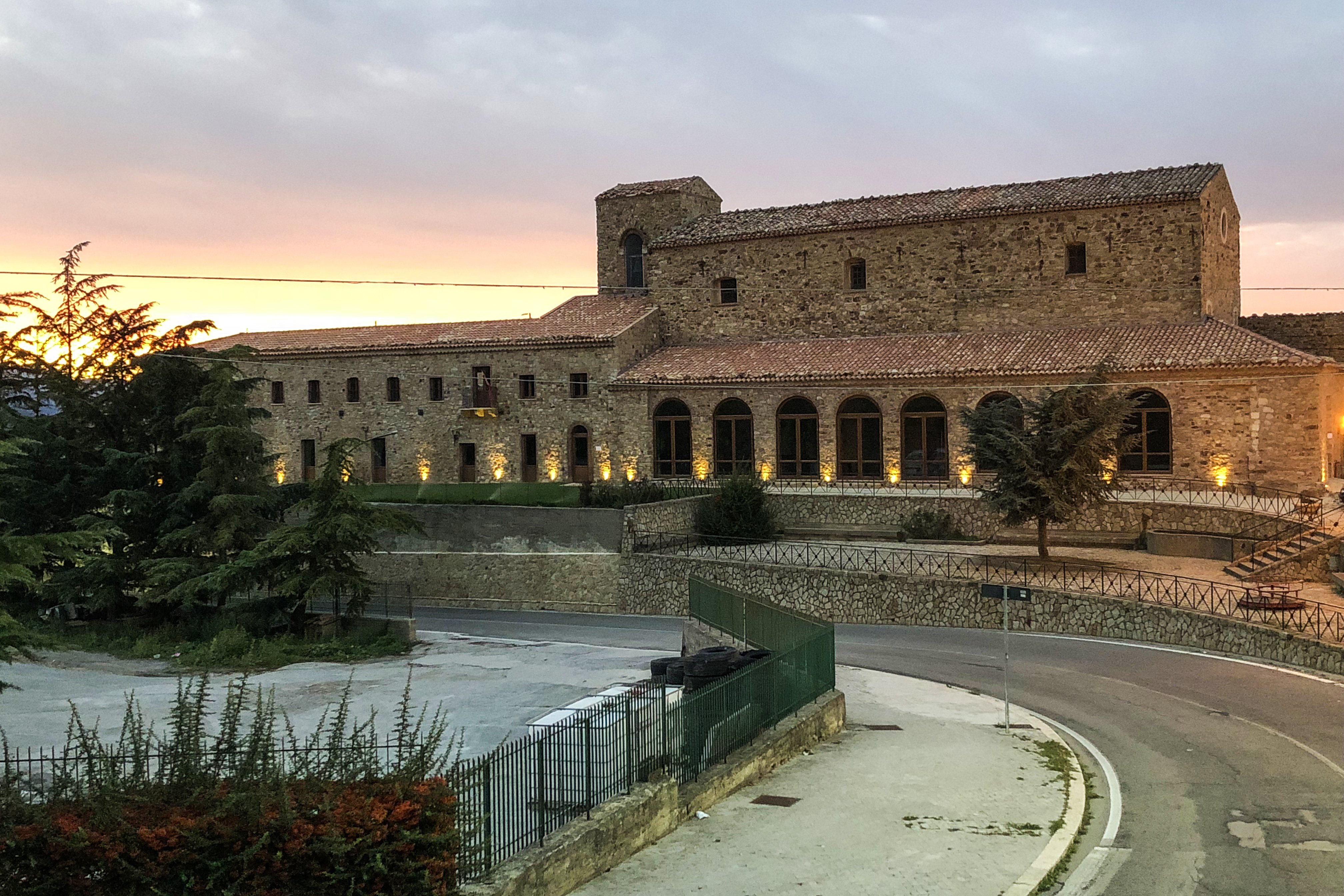
Convento degli Agostiniani
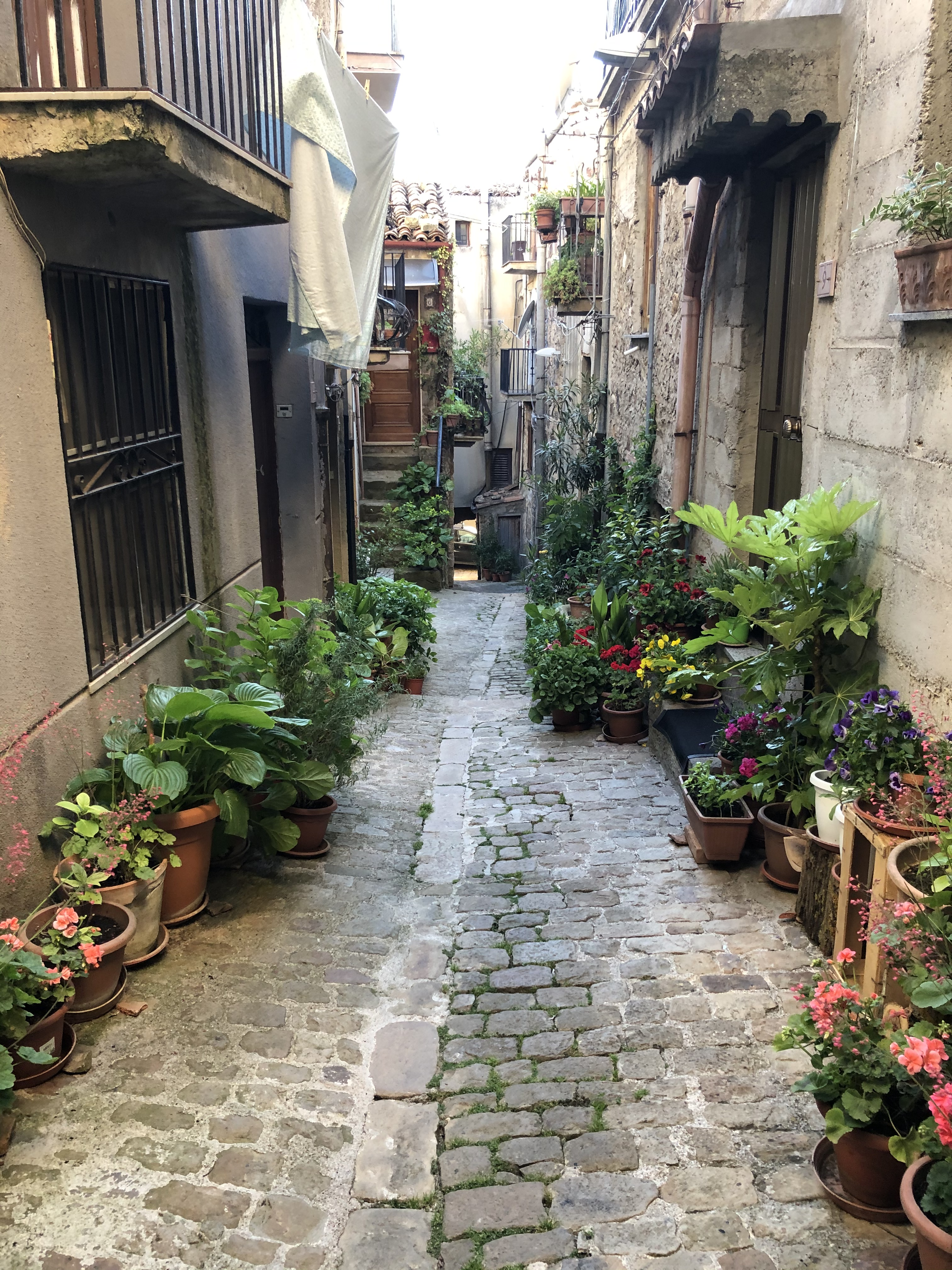
Centro storico